# مذنب (أغنية جان فرنسوا ميكاييل)
مذنب (بالفرنسية: Coupable)‏ جان فرانسوا ميكاييل (مواليد 16 أبريل 1946) هو مغني فرنسي ظهر أواخر الستينيات وأشهر أغانيه هي «وداعا كاندي الجميلة Adieu jolie Candy» التي باعت أكثر من مليون نسخة، وحصلت على جائزة الإسطوانة الذهبية. أغنيته «مذنب Coupable» ظهرت عام 1973 وهي من ألحان الملحنان اللبنانيان الأخوان رحباني (منصور وعاصي الرحباني)، كلمات الأغنية كتبها إيف ديسكا. غنت الأغنية أيضا فيروز (المغنية اللبنانية) تحت عنوان «حبيتك بالصيف»، قدمتها لأول مرة في 1970-1971 في مسرحية «يعيش يعيش» وفي جولتها في الولايات المتحدة عام 1971، ثم إنتقل اللحن إلى المغني الفرنسي الشاب.

## عن المغني جان فرانسوا ميشيل
بدأ الشاب الفرنسي جان فرانسوا ميكاييل بالغناء وهو في عمر الثامنة عشر عام 1963، وحقق أول نجاح رائع بعد خمس سنوات مع أغنيته «وداعا يا كاندي الجميلة Adieu jolie Candy» على الرغم من العديد من النجاحات، تخلى عن مجال الأغنية ليكرس نفسه لمهنة إنتاج الموسيقى.

## كلمات الأغنية
لأني كنت ذات يوم أول Pour avoir été, un jour le premier
من يلمسك بلطف، فتشعرين بالدفء À te caresser, jusqu’à te brûler
لأني تجاسرت، بين ذراعي Pour avoir osé, aux creux de mes bras
على أن أبعث الأنثى الكامنة بداخلك Faire naître la femme, qui dormait en toi
أشعر بالذنب لأني نسيتك Je me sens coupable de t’avoir oublié
مذنب، مذنب، مذنب لكوني حبيبك Coupable, coupable, coupable d’être aimé
مذنب، مذنب، مذنب إلى الأبد Coupable, coupable, coupable à jamais
مذنب بجريمة، أن أكون في حياتك Coupable de crime, d’être dans ta vie
ظلاً بينك وبينه Une ombre entre toi et lui
مذنب، مذنب، مذنب لكوني حبيبك Coupable, coupable, coupable d’être aimé
لأننا ظللنا لوقت طويل، لوقت طويل نمارس الحب Pour t’avoir longtemps, longtemps fait l’amour
ذلك ما لا تعرفينه، دون أن تفكري فيه Que tu ne le sais, sans y penser
لكوني، إلى الأبد، الذكرى الوحيدة الباقية Pour être à jamais le seul souvenir
التي لن يستطيع أحدٌ أن يشفيك منها أبداً Dont nul ne pourra, plus jamais te guérir
أجل أنا مذنب لأني نسيتك Oui je suis coupable de t’avoir oublié
مذنب، مذنب، مذنب لكوني حبيبك Coupable, coupable, coupable d’être aimé
مذنب، مذنب، مذنب إلى الأبد Coupable, coupable, coupable à jamais
مذنب بجريمة، أن أكون في حياتك Coupable, de crime, d’être dans ta vie
ظلاً بينك وبينه Une ombre entre toi et lui
مذنب، مذنب، مذنب مدى الحياة Coupable, coupable, coupable à vie !.

## نسخة للأغنية
قام فريق الغناء والعزف المصري «القطط الصغيرة  Les Petits Chats» بغناء الأغنية في سبعينات القرن الماضي بصوت عضو الفريق وجدى فرانسيس، وكان الفريق يضم:  وجدى فرانسيس، وعزت أبو عوف، فريدى رزق، بيرج أندرسيان وعمر خيرت، وانضم إليهم بعد ذلك جورج لوكاس على الساكس فون، هانى شنودة على الهاموند، صادق قللينى مغنى، تيمور كوته على البيز وتفرغ وجدى للغناء بجانب الساكس التينور، وعمر خورشيد على الجيتار، ثم عاد فريدى مرة أخرى، ثم بينو فارس على الجيتار، وصبحى بدير غناء وساكس فون، وناجى كامل على الدرامز بدلا من عمر خيرت، ثم هيثم الشلاح على الدرامز.